# ویلیام کمبل (بازیگر)
ویلیام کمبل (انگلیسی: William Campbell؛ ۳۰ اکتبر ۱۹۲۳ – ۲۸ آوریل ۲۰۱۱) هنرپیشه و بازیگر سینمای اهل ایالات متحده آمریکا بود. وی بین سال‌های ۱۹۵۰ تا ۱۹۹۶ میلادی فعالیت می‌کرد و معمولاً در نقش‌های فرعی ظاهر می‌شد.
از فیلم‌ها یا برنامه‌های تلویزیونی که وی در آن نقش داشته است می‌توان به هیس... هیس، شارلوت عزیز، متکبرها، حمله سری و نقطه فروپاشی اشاره کرد.